# 福岡県道53号久留米筑紫野線
福岡県道53号久留米筑紫野線（ふくおかけんどう53ごう くるめちくしのせん）は、福岡県久留米市から筑紫野市に至る県道（主要地方道）である。

## 概要
久留米市御井旗崎1丁目から筑紫野市大字永岡に至る。
久留米市と筑紫野市をほぼ直線的に結んでいることから国道3号の混雑回避にも利用できるほか、終点で接続する福岡県道35号筑紫野古賀線のバイパスを利用することで久留米市方面から太宰府市・糟屋郡・古賀市などへの連絡も可能となる。
久留米市山川町と久留米市北野町の間の筑後川に架かる神代橋（くましろばし）は2018年（平成30年）3月4日に新橋に架け替えられ供用開始された。架け替え前の神代橋は1940年（昭和15年）に架けられた橋で、狭隘な上、大型車両の通行も多く、老朽化や欄干との接触による損傷が問題となっていた。
久留米市の区間は進路変更が多く、一部にセンターラインのない区間もあるため、起点から三井郡大刀洗町の彼坪交差点までの区間は国道322号の方が通行しやすい。一方で彼坪交差点から筑紫野市の終点までは片側1車線以上が確保された快走路となっており、大型車も多数通行している。

### 路線データ
- 起点：福岡県久留米市御井旗崎1丁目（高速道入口交差点、国道322号交点）
- 終点：福岡県筑紫野市大字永岡（永岡交差点、福岡県道35号筑紫野古賀線バイパス起点、福岡県道・大分県道112号福岡日田線交点）

## 歴史
- 1993年（平成5年）5月11日 - 建設省から、県道久留米筑紫野線が久留米筑紫野線として主要地方道に指定される[3]。
- 2018年（平成30年）3月4日 - 神代橋の新橋の供用が開始[1]。

## 路線状況

### 旧道
過去には大刀洗町下高橋から、松崎宿など旧街道のルートを通っていた旧道が分岐していた。小郡市干潟で福岡県道・佐賀県道132号本郷基山停車場線と短区間重複する。終点は福岡県道77号筑紫野三輪線交点。その先の旧街道は大宰府政庁まで通じていた。旧道は道幅が狭く、大型車は通行できなかった。そのため、バイパスが開通した後は交通量が激減した。
- 国道500号（小郡市、松崎交差点）
- 福岡県道88号久留米小郡線（小郡市津古）
- 福岡県道77号筑紫野三輪線（筑紫野市筑紫）

### 重複区間
- 国道210号（久留米市山川沓形町・野口交差点 - 久留米市山川野口町・山川野口町交差点）
- 福岡県道739号豊田北野線（久留米市山川神代・神代橋南交差点 - 久留米市北野町石崎・神代橋北交差点）
- 福岡県道81号久留米浮羽線（久留米市北野町今山・下今山交差点 - 久留米市北野町中・北野総合支所東交差点）
- 福岡県道595号山家西小田線（朝倉郡筑前町東小田 - 朝倉郡筑前町東小田・天神川橋交差点）

### 道路施設

#### 橋梁
- 神代橋（筑後川、久留米市）
- 田端橋（床島用水、久留米市）
- 川敷橋（久留米市）
- 干潟陸橋（小郡市）
- 新御原橋（草場川、小郡市）
- 牟田川橋（牟田川、朝倉郡筑前町）
- 曾根田川橋（曾根田川、朝倉郡筑前町）
- 天神川橋（天神川、朝倉郡筑前町）
- 朝日大橋（山家川、朝倉郡筑前町）

## 地理

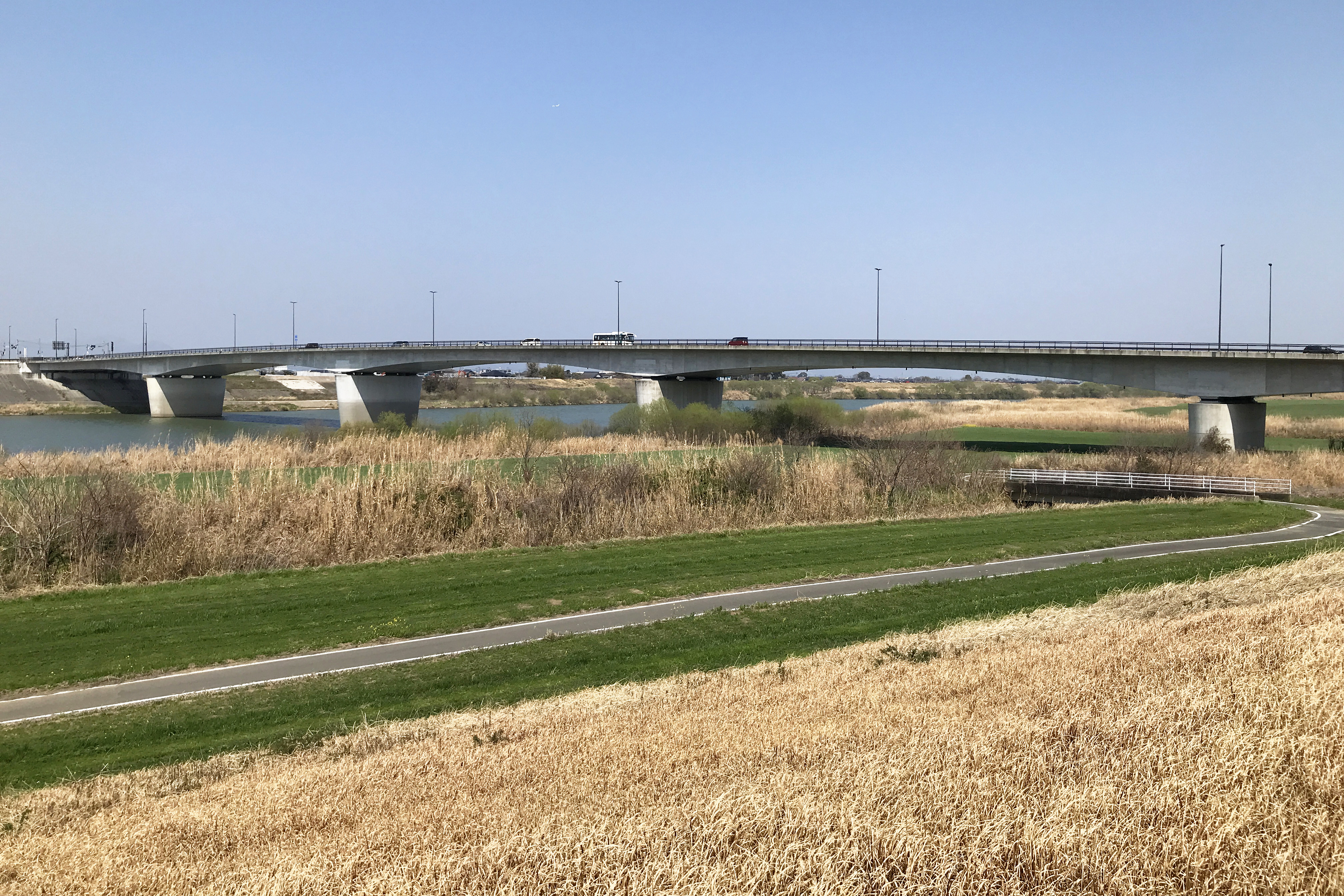
神代橋

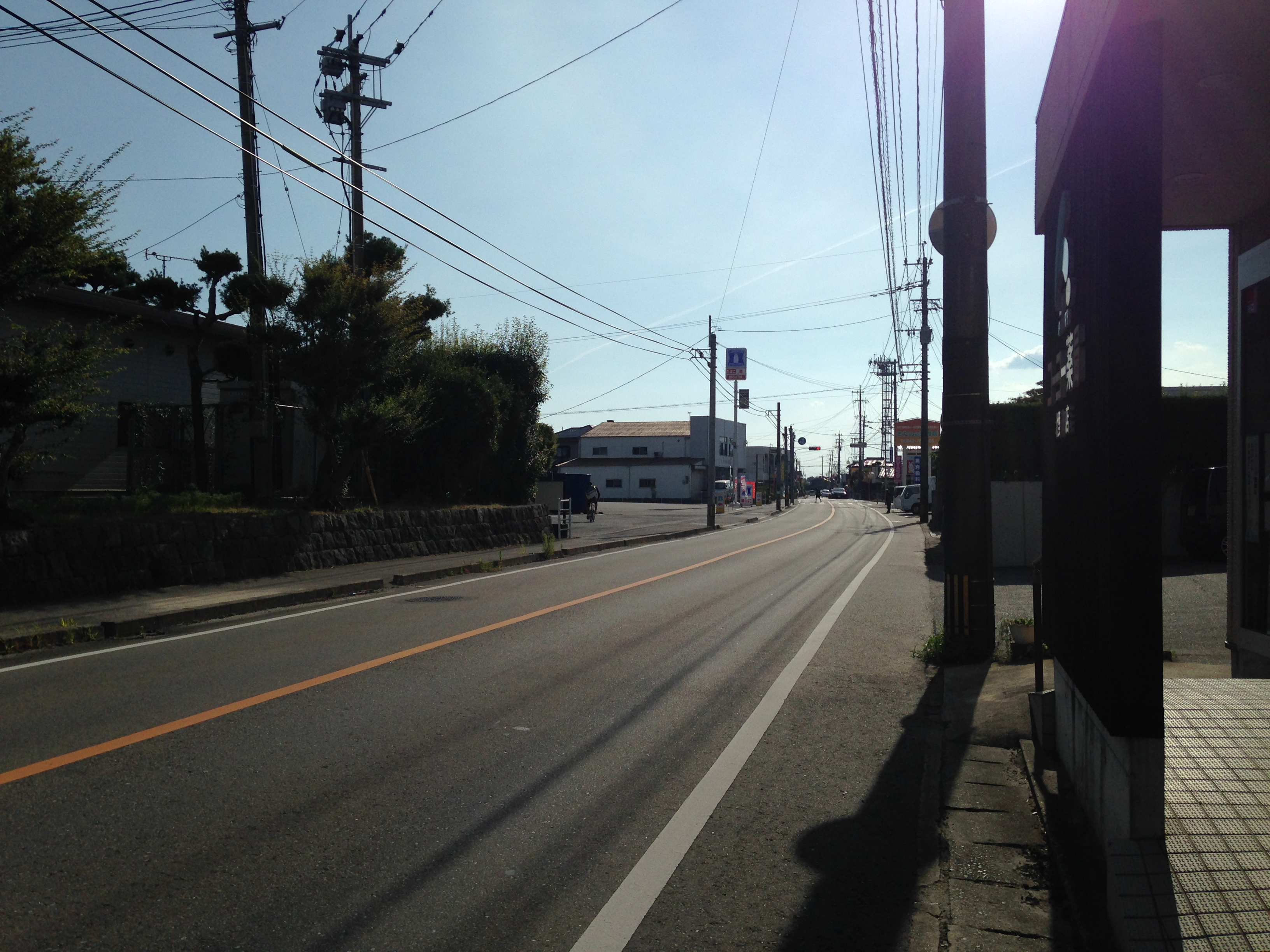
久留米市北野町

筑後平野を横断するため周辺は田園風景が広がる。

### 通過する自治体
- 久留米市
- 三井郡大刀洗町
- 小郡市
- 朝倉郡筑前町
- 筑紫野市

### 交差する道路
| 国道322号                                                             | 久留米市 | 久留米市 | 御井旗崎1丁目 | 高速道入口交差点 / 起点   |
| 福岡県道151号浮羽草野久留米線                                         | 久留米市 | 久留米市 | 御井旗崎2丁目 | 旗崎交差点                |
| 国道210号 重複区間起点                                                | 久留米市 | 久留米市 | 山川沓形町    | 野口交差点                |
| 国道210号 重複区間終点                                                | 久留米市 | 久留米市 | 山川野口町    | 山川野口町交差点          |
| 福岡県道739号豊田北野線 重複区間起点                                  | 久留米市 | 久留米市 | 山川神代2丁目 | 神代橋南交差点            |
| 福岡県道739号豊田北野線 重複区間終点                                  | 久留米市 | 久留米市 | 北野町石崎    | 神代橋北交差点            |
| 福岡県道738号二森石崎線                                               | 久留米市 | 久留米市 | 北野町石崎    |                           |
| 福岡県道81号久留米浮羽線 重複区間起点                                 | 久留米市 | 久留米市 | 北野町今山    | 下今山交差点              |
| 福岡県道741号中川北野線                                               | 久留米市 | 久留米市 | 北野町今山    |                           |
| 福岡県道739号豊田北野線                                               | 久留米市 | 久留米市 | 北野町今山    | 上今山交差点              |
| 福岡県道81号久留米浮羽線 重複区間終点                                 | 久留米市 | 久留米市 | 北野町中      | 北野総合支所東交差点      |
| 福岡県道741号中川北野線                                               | 久留米市 | 久留米市 | 北野町中      |                           |
| 国道322号                                                             | 三井郡   | 大刀洗町 | 大字下高橋    | 彼坪交差点                |
| 佐賀県道・福岡県道14号鳥栖朝倉線                                      | 三井郡   | 大刀洗町 | 大字下高橋    | 下高橋交差点              |
| 福岡県道509号塔ノ瀬十文字小郡線                                       | 三井郡   | 大刀洗町 | 大字鵜木      | 上野交差点                |
| 国道500号                                                             | 小郡市   | 小郡市   | 松崎          | 小郡IC南交差点            |
| E34 大分自動車道                                                      | 小郡市   | 小郡市   | 上岩田        | 小郡IC交差点 1 筑後小郡IC |
| 福岡県道・佐賀県道132号本郷基山停車場線                               | 小郡市   | 小郡市   | 干潟          | 干潟交差点                |
| 福岡県道595号山家西小田線 重複区間起点                                | 朝倉郡   | 筑前町   | 東小田        |                           |
| 福岡県道593号久光西小田線 福岡県道595号山家西小田線 重複区間終点      | 朝倉郡   | 筑前町   | 東小田        | 天神川橋交差点            |
| 国道200号                                                             | 朝倉郡   | 筑前町   | 朝日          | 筑紫大橋北交差点          |
| 福岡県道77号筑紫野三輪線                                              | 筑紫野市 | 筑紫野市 | 大字下見      | 下見交差点                |
| 福岡県道35号筑紫野古賀線 / バイパス 福岡県道・大分県道112号福岡日田線 | 筑紫野市 | 筑紫野市 | 大字永岡      | 永岡交差点 / 終点         |

### 交差する鉄道
- 西鉄甘木線
- 甘木鉄道甘木線
- 筑豊本線

### 沿線
- 久留米東郵便局
- 筑後川 - 神代橋で越える。
- 西鉄甘木線 北野駅
- 久留米市役所北野支所
- 久留米市外三市町高等学校組合立三井中央高等学校
- 久留米市立北野小学校
- 小郡市立立石中学校
- 小郡市立立石小学校
- 宝満川 - 小郡市・筑紫野市で並行する。
- カミーリヤ（筑紫野市保健福祉センター）